# 鉄面探偵ゲン
『鉄面探偵ゲン』（てつめんたんていゲン）は、石ノ森章太郎（当時は石森章太郎）による日本の漫画作品、及び登場人物の名称。『鉄面クロス』（てつめんクロス）の続編にあたる。
連載は講談社の2誌で行われた。
1. 『週刊少年マガジン』
  1. 『鉄面クロス』1974年52号、1975年2号[1]
  2. 『鉄面探偵ゲン』1975年38号 - 1976年20号[2]
2. 『別冊少年マガジン』
  1. 『鉄面クロス』1975年1、2、4月号[3]
  2. 『鉄面探偵ゲン・地底大迷宮』1975年10月号[4]

エピソードは、それぞれ#鉄面クロス、#鉄面探偵ゲンを参照。本項では、メディアファクトリーのコミックス（ShotaroWorld版）を基に、双方併せて説明する。

## 鉄面クロス
怪盗鉄面クロスと、探偵鉄面クロスが存在する。主人公は探偵の鉄面クロスである。

### 概要
探偵（元刑事）の十文字 元（ともんじ・げん）が主人公。
外す事の出来ない仮面を被せられ鉄面クロスとなり、顔を失った十文字元が、様々な事件に遭遇する。しかし、それらの事件の影には、深い悲しみがあった。人は皆、悲しみや苦悩を隠している。素顔を隠して生きているのは、十文字だけではなかった。

### メインキャラクター
十文字 元（ともんじ げん）
元刑事の私立探偵。
現役時代は警視庁捜査第二課に所属。熱意と才能に溢れ、将来を嘱望されていた。
柔道と空手の段位を習得している（個々の段位は不明だが、合計で7段）。
「二度と外せない」仮面を被せられ、その上から、元の顔そっくりの人面（リビングマスク）を被っている。鉄面以外にも、胸部と下腕部に鎧を装着させられている。
刑事を辞めてからは、だらしのない格好をし、いつも呑んだくれている（常にスルメの足を咥えている）が、それは敵（怪盗鉄面クロス）の目を欺くためである（酔っているのは、表情の乏しさを誤魔化す意味もある）。
第2話でおでんの屋台を手に入れる。以後（「事件 その2 午前0時の雷鳴の巻」より）、夜は屋台を引いて商売を行うが、張込みをカモフラージュする為にも使われる。
当初（退職後）はアパートに住んでいたが、「事件 その3 奇機怪械!ロボット殺人軍団の巻」よりラーメン屋「来々軒」の2階に下宿する（以後、「来々軒」に「十文字探偵事務所」の看板を出す）。
- 「鉄面探偵ゲン・地底大迷宮」以後の看板は「私立十文字探偵事務所」となっているが、「酔いどれ事件帖 その2 千手観音は夜歩く」等では「十文字探偵事務所」となり、一定しない。

十文字 剛（ともんじ ごう）
ゲンの父親。同じく警視庁捜査第二課に所属。ふぬけになった息子を嘆いている。
鼻が大きく、外見は『サイボーグ009』のギルモア博士に似ている。
ゲンとは別居している（一軒家に住んでおり、「十文字」の表札が出ている）。
- 鉄面探偵ゲン「酔いどれ事件帖 その1 機怪人ポルター・ガイストと呪いの赤目」では「一課のベテラン刑事」となっている。また、同話では、ゲンが鉄面の秘密を父に明かしている。

過去に、刑事三課に所属していた事もある。
ミチ
第2話より登場。「来々軒」の一人娘。
言葉遣いや態度は荒いが、家事は得意。「バカヤロ」、「バカヤロー（バカヤロウ）」が口ぐせの為、十文字からバカヤロ（バカヤロウ）とあだ名される。
十文字に好意を抱いている（その為、依頼者に嫉妬した事もある）。
- 「酔いどれ事件帖 その7 首なし島の花嫁」からはタケ（おタケ）と呼ばれている。

来々軒の店主
第2話より登場。ミチの父親。なお、来々軒は暖簾に「中華」と書いてあるが、立て看板にはカレーライスやカツカレーの文字もある。
- 「酔いどれ事件帖 その2 千手観音は夜歩く」以後は「万来軒」。

### エピソード
サブタイトルの表記は『鉄面クロス』ISBN 978-4889916539の目次に準じる。
第1話 二つの顔の怪盗出現!!
『週刊少年マガジン』1974年52号
刑事の十文字元は、怪盗鉄面クロスを追跡中、山間部の車両事故で意識を失う。その際、怪盗によって同じ仮面を装着させられる。しかし、デザインこそ同じものの、十文字の仮面は、二度と外す事の出来ない仕掛けになっていた。
十文字は苦悩し、現場の近くに住むかつての師匠、修羅大道（しゅら・だいぞう）の元を訪れた。師匠に叱咤され、その一人娘・里子からも励ましを受ける。
十文字は修行時代、神月信次（こうづき・しんじ）とライバル関係にあった。それは武芸のみならず、里子への想いでも同じだった。神月は神月整形病院の院長であり、里子は神月と結婚していた。
里子は神月に依頼し、十文字用の人面（リビングマスク）を作らせ、十文字に渡す。「同情されるとみじめだ」と、一旦はリビングマスクを拒否する十文字だったが、思い直しマスクを被る。里子は「仮面を被っているのは十文字だけではない」と語り、涙を見せる。
十文字は山を降りる。酒に溺れた日々を装いつつ怪盗鉄面クロスを探り、ついに巡り合う。怪盗の正体は神月であり、当初は資金集めが目的だったが、やがて犯行のスリルに取り付かれていたのだった。神月は、里子が十文字を愛し続けていた事、その復讐で十文字に鉄面を被せた事、それがばれて里子に脅かされリビングマスクを作った事を明かす。
格闘で傷を負った神月は死亡。数日後、里子の自殺記事が新聞に載った。
第2話 「黄金の破壊者（ゴールドデストロイヤー）」
『週刊少年マガジン』1975年2号
顔を黄金のマスクで隠し、右腕が黄金の銃となっている暗殺者、黄金の破壊者（ゴールドデストロイヤー）が現れた。十文字は、偶然から屋台の店主が怪しいと睨む。犯罪の影には、片腕を失った復員兵の悲劇があった。
事件 その1 死の女の巻
『別冊少年マガジン』1975年1月号
夜、女性が暴漢に襲われた。そのピンチを救った十文字だが、復讐劇は始まっていた。
- 掲載紙の変更もあり、第1話の内容（鉄面を被せられた経緯）が描かれている。

事件 その2 午前0時の雷鳴の巻
『別冊少年マガジン』1975年2月号
十文字は屋台を出していた。その常連となった夜間工事の作業者達は、暴走族の騒音をカムフラージュに、銀行の地下金庫を狙っていた。
事件 その3 奇機怪械!ロボット殺人軍団の巻
『別冊少年マガジン』1975年4月号
ロボット工学者が次々に襲われた。ある者は殺され、ある者は誘拐される。屋台の客から噂を聞いた矢先、十文字探偵事務所に初めての客、鈴原良子が訪れる。ロボット学者の姉を心配する良子は、ボディガードを探していたのだ。
しかし、事件の真犯人は、姉の鈴原博士だった。より優れたロボットを造る為、次々に科学者をさらっていたのである。鈴原博士は鎧と電気ショックで科学者たちを操っていたが、反乱に遭い、死亡する。
十文字は真実を隠す為、鉄面クロスの姿で良子の元から逃げ、殺人ロボットの汚名を着る。

### 備考
連載開始予告（『週刊少年マガジン』1974年51号）のカットでは、『酔いどれ探偵・鉄面クロス』であった。連載（全5話）も同タイトルとなっている。
『鉄面探偵ゲン』は、ShotaroWorld版以前に2度、単行本化されており、『鉄面クロス』編も収録されていた。しかし、第1話と第2話が収録されたのは、ShotaroWorld版が初である（同書が『鉄面クロス』としての初めての単行本化）。
映像化企画が存在し、実写でのスーツを想定したデザイン画も用意されていたが実現には至らなかった。また『鉄面クロス』とは別に『100面探偵GEN』という映像化企画も存在した。

## 鉄面探偵ゲン

### 概要
ライバルとして、新たに怪盗ポルター・ガイストを配置。ゲンとの知恵比べが描かれる。

### 新キャラクター
ポルター・ガイスト
「鉄面探偵ゲン・地底大迷宮」から登場。
本名は白神三魔之介（しらがみ・さまのすけ）。白神家の三男。超能力を有する中学生で、精巧な義手・義足も作り出した。
命名は「ポルターガイスト現象（騒がしい幽霊）」に由来する。
「酔いどれ事件帖 その1 機怪人ポルター・ガイストと呪いの赤目」以後は、神出鬼没の怪盗となり、盗んだ後にはESPカードを残していく。
営利目的の犯行は行わず、独自の価値観に沿った犯罪を行う。その為、大仕掛けな犯罪も行っても、採算が合わないケースがあるが、本人は意に介さない。
殺人や血を流す事を嫌う。また、常に一人で犯罪を行う（部下や仲間はいない）。一度、高齢の女性を「友人」としてゲンに紹介したのが、唯一の例外（「酔いどれ事件帖 その12 霊体殺人事件」）。
兵頭刑事
「酔いどれ事件帖 その1 機怪人ポルター・ガイストと呪いの赤目」から登場。怪盗ポルター・ガイストを追っている。
以前は、平塚八兵衛の元で三億円事件を追っていた。
フルネームは不明。

### エピソード
タイトル、サブタイトルの表記は以下の各巻に準じた。
1. 『鉄面クロス』ISBN 978-4889916539の解説、目次
2. 『鉄面探偵ゲン』第1巻ISBN 978-4889916744の目次
3. 『鉄面探偵ゲン』第2巻ISBN 978-4889916959の目次

#### 鉄面探偵ゲン・地底大迷宮
『別冊少年マガジン』1975年10月号
第一章 連続殺人事件は密室から始まった…
第二章 ポルターガイスト（騒霊）…
第三章 大崩壊
ゲンの大学時代の教師、根来がゲンの屋台を訪れた。根来の教え子、白神魔二郎（しらがみ・まじろう）が密室で殺されたのだ。四十九日の為、白神の郷里・長野県の山村を訪れた根来とゲンは、白神家の財宝を巡る連続殺人に巻き込まれる。
- 『鉄面クロス』の表紙では、『鉄面探偵ゲン【地底大迷宮】』と表記されている。

#### 鉄面探偵ゲン（酔いどれ事件帖）
『週刊少年マガジン』1975年38号～1976年20号
酔いどれ事件帖 その1 機怪人ポルター・ガイストと呪いの赤目
怪盗ポルターガイストが世間を騒がしていた。そんなおり、ゲンに挑戦状が届く。「呪われた赤目」という2個1セットの紅玉（ルビ）ーを唐沢家から盗む、というものだった。警護に赴いたゲンだったが、依頼者がポルター・ガイストであり、既にその術中にはまっていた。
酔いどれ事件帖 その2 千手観音は夜歩く
雲古寺（うんこじ）に動物の死骸が投げ込まれる事件が続いた。住職の依頼によりゲンが乗り出すが、既にポルター・ガイストが動いていた。そして、皮肉な結末が訪れる。
酔いどれ事件帖 その3 一億年の牙
南北大学考古学部の部員が立て続けに殺された。事件の影には、平家の隠した黄金があり、ポルター・ガイストもそれを狙って動き出した。
酔いどれ事件帖 その4 ペット殺害事件
軽居沢邸で、ペットのワニやダチョウが殺された。犯人として、近所に住む受験生・信二が逮捕される。信二の姉は無実を主張し、ゲンに依頼。ゲンは、ダチョウだけが腹を裂かれていた事に疑問を持つ。
- ポルター・ガイストは登場しない。

酔いどれ事件帖 その5 銭湯殺人事件
銭湯の女湯で殺人事件が発生。居合わせたゲンは、脱衣所の魔法瓶に注目する。
- ポルター・ガイストは登場しない。

酔いどれ事件帖 その6 UFOのくる里
N県の奥山村から少女が依頼にきた。空飛ぶ円盤に乗ってきた宇宙の友人からの指示だという。半信半疑ながら村に同行したゲンの前に、宇宙人と空飛ぶ円盤が現れる。
- 「松尾芭蕉直筆の短冊」なる物が登場する。

酔いどれ事件帖 その7 首なし島の花嫁
新潟県佐渡島の北にあるK島は、俗に「首なし島」と呼ばれていた。この島は、万来軒の店主の故郷であった。店主の妹の息子が結婚式を挙げる事になり、タケとゲンはK島に向かう。だが、結婚式の夜、新婦が首なし死体となって発見される。
- 今回から、ミチがタケと呼ばれている。
- ポルター・ガイストは登場しない。

酔いどれ事件帖 その8 鳴き竜のなくとき
東京都の奥多摩にある竜神村で、空飛ぶ竜が目撃された。パニックになった目撃者は、逃げる最中に白骨死体を発見する。死体は、三億円事件の犯人と思われた。兵頭刑事は現場に向かう。ジュラルミンケースも発見され、死体は三億円事件の犯人に間違いないと思われた。しかし、肝心の三億円の行方は不明のまま。
そんな中、竜神村は、村長の計画する工場の誘致と、神主の計画する観光地化が対立していた事が判明する。
酔いどれ事件帖 その9 雪の下
東京に大雪が積もった朝、路上で6人の死体が発見される。死体は全員、T大の学生だった。直後、ゲンにボディガードの依頼があった。素性を明かさない依頼人に不信感を抱いたゲンは渋り、依頼人は万来軒を飛び出す。興味を持ったゲンは追跡を開始するが、その目前で依頼者が誘拐される。
- ポルター・ガイストは登場しない。

酔いどれ事件帖 その10 野良犬
万来軒の残飯を漁る野良犬（クロ）がいた。タケにけしかけられ、クロを追うゲンは、挙動不審な少年に出会う。
- ポルター・ガイストは登場しない。

酔いどれ事件帖 その11 顔の中の顔、顔の下の顔
屋台を引いて帰る途中、クロが死体を発見する。被害者は、ゲンの屋台に寄った後で殺されていた。クロは追跡するが、ちぐはぐな結果を出す。一方、女性と思われた死体は、実は男性が女装したものだったと判明する。
- ポルター・ガイストは登場しない。

酔いどれ事件帖 その12 霊体殺人事件
ポルター・ガイストから挑戦があった。ある殺人事件のトリックを見破れるか、というものだ。ゲンは警視庁で資料を当たるが、事件は密室での無理心中として処理されていた。ポルター・ガイストは、「エクトプラズムによる犯行」というが…。
酔いどれ事件帖 その13 輪廻のヘビ
不審な客をポルター・ガイストだと怪しんだゲンは、尾行を開始。ポルター・ガイストが忍び込んだ屋敷で、ゲンは死体を発見する。殺人犯はポルター・ガイストか、それとも居合わせた義手の男なのか?
酔いどれ事件帖 その14 およげ!太･･････子くん
ふとしたきっかけで拳銃を手にした男が銀行を襲撃。犯人は射殺されたが、奪った金は見つからない。その頃、ゲンはクロと散歩していたが、誤ってたい焼きを池に落す。
- サブタイトルは「およげ!たいやきくん」と聖徳太子（当時の一万円札の図柄）から。
- ポルター・ガイストは登場しない。

酔いどれ事件帖 その15 手配番号203号
ゲンは空き巣を捕まえるが、初犯と見たため説教をしただけで放してしまう。屋台で父に打ち明けると、父は過去に扱った手配番号203号、通称「五円玉」の事を話し出した。ゲンは、昼間見逃した空き巣が五円玉の話をしていた事を思い出し、その真偽を探る。
- ポルター・ガイストは登場しない。

酔いどれ事件帖 最終回 妖怪
ポルター・ガイストは『ロッキード事件』の極秘書類を狙ったが、強力な超能力者に妨害され、失敗。
一方、ゲンは万来軒の店主から、娘との結婚の話を持ちかけられる。酒の量が増えているゲンは苦悩する。
その頃、石森章太郎は長崎にいた。酒を飲みに出かけたところ、店内でファンの女性に遭遇する。彼女は「ゲンに恋人を」と頼むが、石森は「ラーメン屋の娘がいる」と答える。「普通の女性ではダメだ」と言うファンは、「ハチカツギ姫を恋人に」と主張する。
当初は彼女をタダの不良娘と思っていた石森だが、彼女が胎内被曝をした事を知る。「私は長崎からは出られない。万が一の場合、専門の医療機関が必要だから」という彼女こそ、ハチカツギ姫だったのだ。石森は東京に戻りラタンへ向かうが、長崎の事が頭から離れない。
- 初掲載当時、この彼女のセリフの表現に対して被爆者団体から抗議があり、連載終了後のマガジン本誌に謝罪広告が掲載されている。

超能力者に敗北したポルター・ガイストは、傷ついたままゲンの前に現れ、超能力者へのリターン・マッチを宣言。ゲンに別れを告げる。
ゲンは、おタケに書置きを残し、去る。
石森は犯罪と正義について自問しながら、雑踏を歩く。
- ラタンは石森が常連になっていた喫茶店。

## コミックス
メディアファクトリーのShotaroWorld版では、『鉄面探偵ゲン・地底大迷宮』は『鉄面クロス』（全1巻）に収録されている。同書の表紙では、『鉄面探偵ゲン【地底大迷宮】』と表記されており、石森プロ公式サイトの年表（1975年）でも同様の表示となっている。
『鉄面探偵ゲン』単行本化は、ShotaroWorld版が3度目となる。しかし、終盤の5編が収録されたのはShotaroWorld版が初である。なお、2度目の単行本化は朝日ソノラマのサンコミックス版（新書判、全3巻。『鉄面クロス』編も一部含む）であり、最初の単行本化は講談社版である。

## 関連作品
ロボット刑事
本作に先立ち、『週刊少年マガジン』に連載されていた。ゲンの鉄面とK（ロボット刑事）との関係が示唆されている。書籍『変身ヒーロー大全集』では作品コンセプトが引き継がれているものと推測されている。
多羅尾伴内
本作の後、『週刊少年マガジン』に連載。ゲンの変装用の人面との関係が示唆されている。